# Сотничевская, Софья Владимировна
Софья Владимировна Сотничевская (25 апреля [8 мая] 1916, Петроград — 12 декабря 2011, Тула) — советская и российская театральная актриса и педагог, заслуженная артистка РСФСР (1962). Играла в театрах Воронежа, Тамбова, Ленинграда, Омска, Львова и Тулы.

## Биография

### Юные годы
Софья Сотничевская родилась 8 мая 1916 года в Петрограде первым ребёнком в семье потомственного дворянина Владимира Петровича Сотничевского и его супруги мещанки Софьи Николаевны Просиной. Родственники отца называли их брак мезальянсом. Вскоре после её рождения семья переехала к родственникам в Воронеж. Позже у Софьи Сотничевской появился брат Евгений и сестра Елена. 16 января 1938 года её отец, Владимир Петрович Сотничевский, был арестован как враг народа, и 10 марта того же года расстрелян. Близкие ждали его вплоть до 1941 года, пока не получили извещение о том, что он умер от брюшного тифа. От горя её мать пыталась покончить с собой: она бросилась под поезд, но осталась жива и стала инвалидом.
Впервые на театральную сцену Сотничевская вышла в шесть лет в школьном спектакле. В 13 лет она окончила семилетку и поступила в Воронежский планово-экономический техникум на экономиста. В 16 лет она уже получила диплом и была назначена на работу в «Трест зелёного строительства». Присутствуя однажды на вступительных экзаменах в Воронежском театральном училище, Сотичевской предложили попробовать свои силы в театральном искусстве. Софья Владимировна хорошо себя показала и была зачислена на первый курс. После этого она бросила работу экономиста и полностью посвятила себя театру.
На репетициях «Последней жертвы», где Сотничевская играла Юлию Тугину, её познакомили с художником театральной живописи Владимиром Григорьевичем Шильдкретом, за которого 23 февраля 1940 года она вышла замуж, а 17 декабря родила их единственную дочь Елену. В том же году актриса окончила Воронежское театральное училище.
Во время Великой Отечественной войны Сотничевская работала в Тамбовском государственном драматическом театре, Воронежском академическом драмтеатре им. А.Кольцова, Омском академическом театре драмы, Львовском театре Советской Армии, Ленинградском театре им. Ленинского комсомола.

### Тульский драматический театр

Сотничевская в роли Марии Стюарт

В марте 1944 года Софья Сотничевская вслед за мужем переехала в Тулу, где вступила в труппу Тульского драматического театра по приглашению главного режиссёра театра Меера Абрамовича Гершта. Тут же последовали первые успешные роли: Лариса из «Бесприданницы» (1949), Елена Андреевна из «Дяди Вани» (1951), Нина Арбенина из «Маскарада» (1952) и многие другие. В 1947 году её была вручена медаль «За доблестный труд в Великой Отечественной войне 1941—1945 гг.». С 1956 по 1959 год Сотничевская с супругом работала в Львовском русском драматическом театре.
В начале 1960-х Сотничевская была среди первых преподавателей открывшегося Тульского областного колледжа культуры и искусства, где она вела курс по актёрскому мастерству. В 1962 году актриса удостоена звания заслуженной артистки РСФСР. В 1963 году на сцене Тульского драмтеатра был поставлен спектакль «Мария Стюарт», в котором Софья Владимировна сыграла одну из самых звёздных своих ролей — королеву Марию. В 1978 году у актрисы возникли разногласия с руководством театра и она покинула сцену. В том же году Софья Владимировна создала и возглавила театральную студию для юношества в городском Дворце пионеров. С 1978 по 1990 год Сотничевская несколько раз избиралась депутатом областного и городского Совета народных депутатов. Около двадцати лет была заместителем председателя тульского отделения Союза театральных деятелей.
В 1991 году, по приглашению нового директора Тульского драмтеатра Александра Попова, Сотничевская вернулась на сцену в спектакле «Гарольд и Мод». Далее последовали новые спектакли с её участием: Люси Купер в «Уступи место завтрашнему дню» (1994), Маша Виноградова в «Отдам в хорошие руки добрую старую собаку» (1996), Контесса Санциани в «Контесса, или Радость бытия» (1999), графиня Ростопчина в «Афинских вечерах» (2002). В 1993 году она стала руководителем студии классической драматургии при доме-музее Вересаева, которая действовала последующие пятнадцать лет. Она подготовила и поставила спектакли: «Пигмалион», «Провинциалка», «Пиковая дама», «Стеклянный зверинец» и многие другие.
Софья Владимировна продолжала играть на сцене Тульского драмтеатра перешагнув и 90-летний рубеж. В последние годы карьеры в театре её единственной ролью оставалась Софья Ивановна в спектакле «Неугомонная бабушка, или Пока она умирала», который ставился с 1997 года. В декабре 2008 года, после юбилейной 70-й постановки этого спектакля, актриса попрощалась со зрителями и заявила о завершении своей актёрской карьеры.

### Личная жизнь
Актриса была в браке с театральным художником Владимиром Григорьевичнм Шильдкретом (1907—1976). В браке родилась дочь Елена Владимировна Вандышева (род. 17 декабря 1940).
Софья Владимировна Сотничевская умерла 12 декабря 2011 года в Туле в возрасте 95 лет. Прощание и гражданская панихида состоялись в помещении Тульского академического театра драмы. Похоронена на центральной аллее Смоленского кладбища.

## Признание
Софья Сотничевская награждена медалями «За доблестный труд в Великой Отечественной войне 1941—1945 года» (1947), «30 лет Победы», «40 лет Победы», «50 лет Победы», «60 лет Победы в Великой Отечественной войне 1941—1945 года» (2005), «Ветеран труда» (1976), а также Знаком «Орден Доброты администрации Тульской области» (1996) и губернаторской премией «Триумф» I степени (1999).
5 сентября 2007 года решением Тульской городской Думы «за многолетнюю и плодотворную творческую деятельность, большой вклад в культурную жизнь города и духовно-нравственное развитие туляков» Софьи Сотничевской было присвоено звание почётного гражданина Тулы.
Вечер памяти Софьи Владимировны Сотничевской в честь её 100-летия состоялся в мае 2016 года в музее Вересаева.

## Творчество

### Роли в театре

#### Тульский академический театр драмы
- 1948 — «Любовь Яровая» (Константин Тренёв) — Любовь Яровая
- 1948 — «Анна Каренина» (Лев Толстой) — княгиня Бетси
- 1949 — «Бесприданница» (Александр Островский) — Лариса
- 1951 — «Отелло» (Уильям Шекспир) — Эмилия
- 1951 — «Потерянный дом» (Сергей Михалков) — Людмила Леонтьева
- 1959 — «Юстина» (Хелла Вуолийоки) — Хильда
- 1962 — «Мария Стюарт» (Фридрих Шиллер) — Мария Стюарт
- 1964 — «Весенние страдания» (Леонид Шароградский, Юрий Кобрин) — Анна Петровна
- 1964 — «Без вины виноватые» (Александр Островский) — Кручинина
- 1965 — «Василиса Мелентьева» (Александр Островский) — Василиса Мелентьева
- 1965 — «Интервенция» (Лев Славин) — Орловская
- 1965 — «Необыкновенный процесс» (М. Симонова) — прокурор
- 1966 — «Милый лжец» (Джером Килти) — Патрик Кэмпбел
- 1972 — «Бесприданница» (Александр Островский) — Огудалова
- 1972 — «Человек со стороны» (Игнатий Дворецкий) — Сонюшка
- 1973 — «Варвары» (Максим Горький) — Притыкина
- 1973 — «Долги наши» (Эдуард Володарский) — Ольга Андреевна
- 1973 — «Проходной балл» (Борис Рацер, Владимир Константинов) — Анна Кирилловна
- 1975 — «Темп-1929» (Николай Погодин) — Софья
- 1976 — «Ход Конем» (Борис Рацер, Владимир Константинов) — Анна Петровна
- 1977 — «Бабий норов» (Йозеф Грегор-Тайовский) — Мара Малецка
- 1991 — «Гарольд и Мод» (Колин Хиггинс, Жан-Клод Каррьер) — Мод
- 1992 — «Мышьяк… и кровавые кружева» (Джозеф Кесселринг) — Эби Брустер
- 1994 — «Уступи место завтрашнему дню» (Вина Дельмар) — Люси Купер
- 1995 — «Волки и овцы» (Александр Островский) — Анфуса Тихоновна
- 1996 — «Отдам в хорошие руки добрую старую собаку» (Лев Проталин) — Маша
- 1997 — «Неугомонная бабушка, или пока она умирала» (Надежда Птушкина) — Софья Ивановна
- 1997 — «Именины на костылях» (Степан Лобозёров) — бабка
- 1999 — «Контесса, или Радость бытия» (Морис Дрюон) — контесса Лукреция Санциани
- 2002 — «Афинские вечера» (Пётр Гладилин) — Анна Павловна Ростопчина

### Фильмография
- 2006 — Последняя исповедь — бабушка Любы Шевцовой